# Pirámide de los italianos
La Pirámide de los Italianos es un mausoleo, inaugurado oficialmente por el Gobierno de España en agosto de 1939. La Pirámide fue construida para acoger los cadáveres de los soldados italianos caídos en la batalla del Puerto del Escudo del verano de 1937, durante la campaña franquista en el norte contra la segunda república española. Se encuentra en la provincia de Burgos, a escasos metros del límite con Cantabria en la Valle de Valdebezana.

## Historia
La idea de construir la Pirámide de los Italianos surgió desde un teniente del Cuerpo de los Ingenieros, Attilio Radic, arquitecto dálmata afincado en Milán de apoyo al partido fascista, quien propuso recoger los restos de los italianos del Corpo Truppe Volontarie (CTV) en un edificio de homenaje. La obra propuesta fue bien recibida por el Ministerio italiano y también por el Régimen franquista, que en estos años aprovechó de la presencia italiana en España con fines de propaganda y aprobó la construcción de numerosos monumentos dedicados a su memoria, llevándolos a la categoría de héroes y casi mártires. Junto a Radic, la figura que se encargó de dirigir la operación de construcción de la pirámide fue el capellán militar fraile Pietro Bergamini di Varza. Los dos arquitectos han conseguido la realización de esta obra en 1939, dejando una marca monumental de la intervención fascista en el paisaje de esta región. El ministro de Relaciones Exteriores de Italia, Galeazzo Ciano, supervisó el entierro de los soldados fascistas.
El 19 de mayo de 1971 un autobús militar italiano que estaba transportando grupo de aproximadamente 50 excombatientes y familiares italianos de los caídos que iban a visitar el mausoleo, se despeñó en una de las curvas de la N-623 en el puerto del Escudo. Este accidente causó 12 fallecidos y 23 heridos. Al lugar de este accidente se le conoce desde entonces como la curva de los italianos.
Tras el incidente de la curva de los italianos, en 1975 el Gobierno italiano decidió la exhumación de los cuerpos: 268 fueron repatriados en cajas de zinc y el resto se trasladó a la iglesia de San Antonio de Padua de Zaragoza. El mausoleo está abandonado desde entonces; también sufre de deterioro y vandalismo. Antes de 2023 se le retiraron al mausoleo sus antiguos símbolos políticos.

## Características

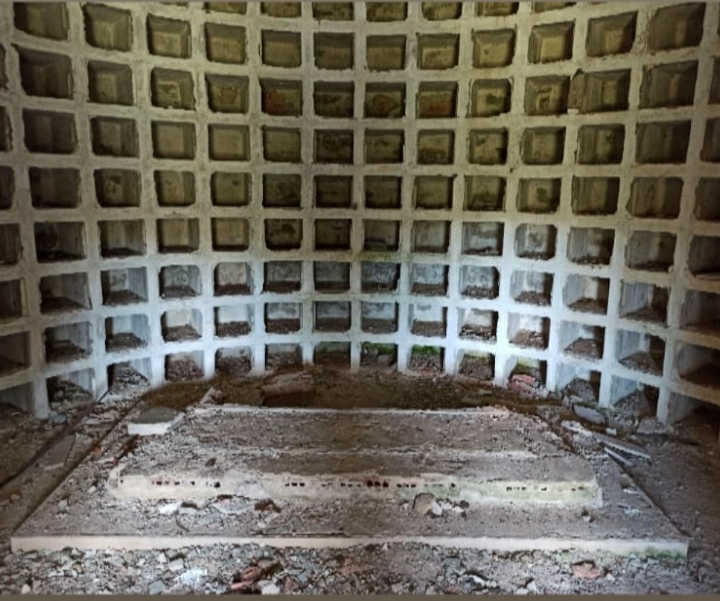
Espacio interior del mausoleo, en forma circular, conforma un columbario con 360 hornacinas. Cada pequeño nicho tuvo en su día una lápida con el nombre del soldado italiano y un número correlativo.

Se trata de un edificio monumental de tipología funeraria históricamente identificable como mausoleo, ahora como santuario dada la ausencia de los cuerpos. Los restos del altar en el panteón interior dejan de pensar que la estructura fue también diseñada para alguna celebración religiosa. Es posible que los arquitectos de la Pirámide se inspiraron en el edificio funerario de Cayo Cestio en Roma de la época del Imperio Romano, dada la tendencia historicista y anacrónica de la arquitectura del régimen.
El monumento mide 10 metros de altura y está hecho de hormigón forrado con placas de piedra caliza.La base es cuadrada con cuatro planos inclinados triangulares, dos escalonados y dos completamente lisos. Los lados no se encuentran en un vértice, sino en una pequeña plataforma, donde originalmente se proyectó una estatua de la Victoria alada que coronaría la estructura pero que nunca llegó a ejecutarse.
La entrada al monumento se enmarca en una gigantesca «M» mayúscula, que para algunos se refiere a Mussolini, mientras que para otros sería una referencia a su función de “mortori”, lugar de reposo de los restos de los soldados italianos.El acceso al panteón se realiza a través de una cancela de hierro forjado con motivos geométricos, cerrada con un cristal esmerilado decorado con referencias a la guerra y la naturaleza.
En su interior, una capilla circular cubierta por una semiesfera con linterna permite la entrada de luz natural a través de claraboyas en forma de cruz. El espacio circular funciona como un columbario con 360 nichos destinados a las cenizas de soldados italianos del Corpo Truppe Volontarie, que cubren toda la superficie de la pared del cilindro. Una escalera de hierro conduce a la cripta subterránea creada para enterrar 12 oficiales caídos en combate.
La estructura se destaca por su austeridad y funcionalidad, desprovista de ornamentación. En la entrada, se conserva la invocación «Presente» repetida tres veces en memoria de los soldados caídos, y en el lado sur se encuentra un epígrafe que juega con la palabra escudo, haciendo alusión al lugar de la batalla y a un salmo de la Biblia latina:

«Scutum ense fractum ibi confregit potentias arcuum scutum gladium et bellum»
«La espada rompió el escudo, y allí rompió a la vez los poderes de los arcos, el escudo, la espada y la guerra»

El estilo de la Pirámide presenta rasgos eclécticos, con clara influencia de las vanguardias de los años entre las Guerras Mundiales. Es posible definir la obra como brutalista, un estilo ampliamente apreciado en la Italia fascista, por su solidez, líneas simples y materiales austeros. Su formas geométricas rígidas y sin ornamentos siguen la tendencia de la arquitectura racionalista, que con su sobriedad, se conjuga a la monumentalidad de la obra cumpliendo el deseo de exaltación fascista. 

## Valoración Patrimonial
El 29 de febrero de 2024 la conocida como Pirámide de los Italianos, cuya titularidad es de la Asociación Hermandad de la Rivera de Herbosa, es declarada como Bien de Interés Cultural con categoría de Monumento por la Junta de Castilla y León, lo que impide definitivamente la demolición de la pirámide, como era intención del Gobierno de Pedro Sánchez.
Esta decisión fue apoyada por el partido italiano Fratelli d'Italia de la primera ministra Giorgia Meloni. El partido se ha hecho eco de la protección de la pirámide que ha sido aplaudida por otros cargos del partido de Meloni como el eurodiputado Nicola Procaccini, copresidente del grupo ECR en el Parlamento Europeo. 